# Distretto di Nong Saeng
Il distretto di Nong Saeng (in thailandese: หนองแสง) è un distretto (amphoe) della Thailandia, situato nella provincia di Udon Thani.